# Licencia Rights Managed
Rights Managed (en español, derechos gestionados), o RM, en fotografía y en la industria de fotografías de archivo, hace referencia a la licencia de derechos de autor que permite, si es comprada por un usuario, el uso único y limitado de una fotografía según las especificaciones de la licencia. Si el usuario desea destinar la imagen a otras usos, deberá adquirir una licencia adicional. Las licencias de RM se pueden otorgar de forma exclusiva o no exclusiva. En la fotografía de stock, RM es uno de los dos tipos de licencia comunes, junto con la fotografía libre de regalías (o, en inglés, royalty-free), la suscripción y la fotografía de microstock, siendo estas modelos de negocios que a menudo se confunden como tipos de licencia separados (ambos usan el tipo de licencia libre de regalías). 